# Kevin Korchinski
Kevin Korchinski, född 21 juni 2004, är en kanadensisk professionell ishockeyback som är kontrakterad till Chicago Blackhawks i National Hockey League (NHL) och spelar för Rockford Icehogs i American Hockey League (AHL).
Han har tidigare spelat för Saskatoon Blades i Western Hockey League (WHL).
Korchinski draftades av Chicago Blackhawks i första rundan i 2022 års draft som sjunde spelare totalt.

## Statistik
| 2016–2017  | Saskatoon Generals   | SAAHL      | 1   | 0  | 0   | 0   | 2  | —  | — | —  | —  | —  |
| 2017–2018  | Saskatoon Stallions  | SAAHL      | 30  | 8  | 15  | 23  | 8  | 5  | 2 | 1  | 3  | 6  |
| 2018–2019  | Saskatoon Generals   | SAAHL      | 31  | 10 | 37  | 47  | 34 | 5  | 5 | 5  | 10 | 10 |
|            | Saskatoon Contacts   | SMAAAHL    | 4   | 0  | 0   | 0   | 2  | —  | — | —  | —  | —  |
| 2019–2020  | Saskatoon Contacts   | SMAAAHL    | 41  | 7  | 19  | 26  | 10 | 6  | 0 | 0  | 0  | 0  |
|            | Seattle Thunderbirds | WHL        | 1   | 0  | 0   | 0   | 0  | —  | — | —  | —  | —  |
| 2020–2021  | Saskatoon Contacts   | SMAAAHL    | 4   | 1  | 0   | 1   | 2  | —  | — | —  | —  | —  |
|            | Seattle Thunderbirds | WHL        | 23  | 0  | 10  | 10  | 4  | —  | — | —  | —  | —  |
| 2021–2022  | Seattle Thunderbirds | WHL        | 67  | 4  | 61  | 65  | 40 | 25 | 6 | 13 | 19 | 22 |
| 2022–2023  | Seattle Thunderbirds | WHL        | 54  | 11 | 62  | 73  | 54 | 19 | 3 | 11 | 14 | 10 |
| 2023–2024  | Chicago Blackhawks   | NHL        | 76  | 5  | 10  | 15  | 20 | —  | — | —  | —  | —  |
| 2024–2025  | Chicago Blackhawks   | NHL        | 9   | 0  | 0   | 0   | 4  | —  | — | —  | —  | —  |
|            | Rockford Icehogs     | AHL        | 30  | 2  | 15  | 17  | 20 | —  | — | —  | —  | —  |
| NHL totalt | NHL totalt           | NHL totalt | 85  | 5  | 10  | 15  | 24 | —  | — | —  | —  | —  |
| WHL totalt | WHL totalt           | WHL totalt | 145 | 15 | 133 | 148 | 98 | 44 | 9 | 24 | 33 | 32 |

### Internationellt
| Källa: Uppdaterad: 2023-10-11 | Källa: Uppdaterad: 2023-10-11 | Källa: Uppdaterad: 2023-10-11 |         | Utv = Utvisningsminuter | Utv = Utvisningsminuter | Utv = Utvisningsminuter | Utv = Utvisningsminuter | Utv = Utvisningsminuter |
| År                            | Lag                           | Mästerskap                    | Matcher | Mål                     | Assists                 | Poäng                   | Utv                     |                         |
| ----------------------------- | ----------------------------- | ----------------------------- | ------- | ----------------------- | ----------------------- | ----------------------- | ----------------------- | ----------------------- |
| 2023                          | Kanada                        | JVM                           | 7       | 1                       | 3                       | 4                       | 0                       |                         |
| Junior totalt                 | Junior totalt                 | Junior totalt                 | 7       | 1                       | 3                       | 4                       | 0                       |                         |